# Agy (Calvados)
Agy település Franciaországban, Calvados megyében. Lakosainak száma 317 fő (2022. január 1.). Agy Campigny, Noron-la-Poterie, Ranchy, Subles és Le Tronquay községekkel határos.

## Népesség
A település népességének változása:
| Lakosok száma | 183  | 267  | 280  | 252  | 249  | 281  | 292  | 304  | 310  | 317  |
|               | 1968 | 1982 | 1990 | 2006 | 2013 | 2015 | 2017 | 2019 | 2020 | 2022 |